# Tihočaj
Tihočaj is een plaats in de gemeente Jastrebarsko in de Kroatische provincie Zagreb. De plaats telt 4 inwoners (2001).